# Waracchaō yo Boyfriend
Singles de Berryz Kōbō
Jiriri Kiteru
(2006) Munasawagi Scarlet
(2006)
Waracchaō yo Boyfriend (笑っちゃおうよ BOYFRIEND) est le 11e single du groupe de J-pop Berryz Kōbō.

## Présentation
Le single, écrit, composé et produit par Tsunku, sort le 2 août 2006 au Japon sur le label Piccolo Town. Il atteint la 15e place du classement des ventes hebdomadaire de l'Oricon. Il sort aussi une semaine après au format "single V" (vidéo DVD). La chanson-titre du single figurera sur le quatrième album du groupe, 4th Ai no Nanchara Shisū de 2007, ainsi que sur sa compilation Special Best Vol.1 de 2009.

## Formation
Membres créditées sur le single :
- Saki Shimizu
- Momoko Tsugunaga
- Chinami Tokunaga
- Māsa Sudō
- Miyabi Natsuyaki
- Yurina Kumai
- Risako Sugaya

## Liste des titres
Single CD
1. Waracchaō yo Boyfriend (笑っちゃおうよ　BOYFRIEND?)
2. Suhada Pichipichi (素肌ピチピチ?)
3. Waracchaō yo Boyfriend (Instrumental) (笑っちゃおうよ　BOYFRIEND...?)

Single V (DVD)
1. Waracchaō yo Boyfriend (笑っちゃおうよ　BOYFRIEND?)
2. Waracchaō yo Boyfriend (Dance Shot Ver.) (笑っちゃおうよ　BOYFRIEND...?)
3. Making Eizô (メイキング映像?) (Making-of)